# Johann von Lamont

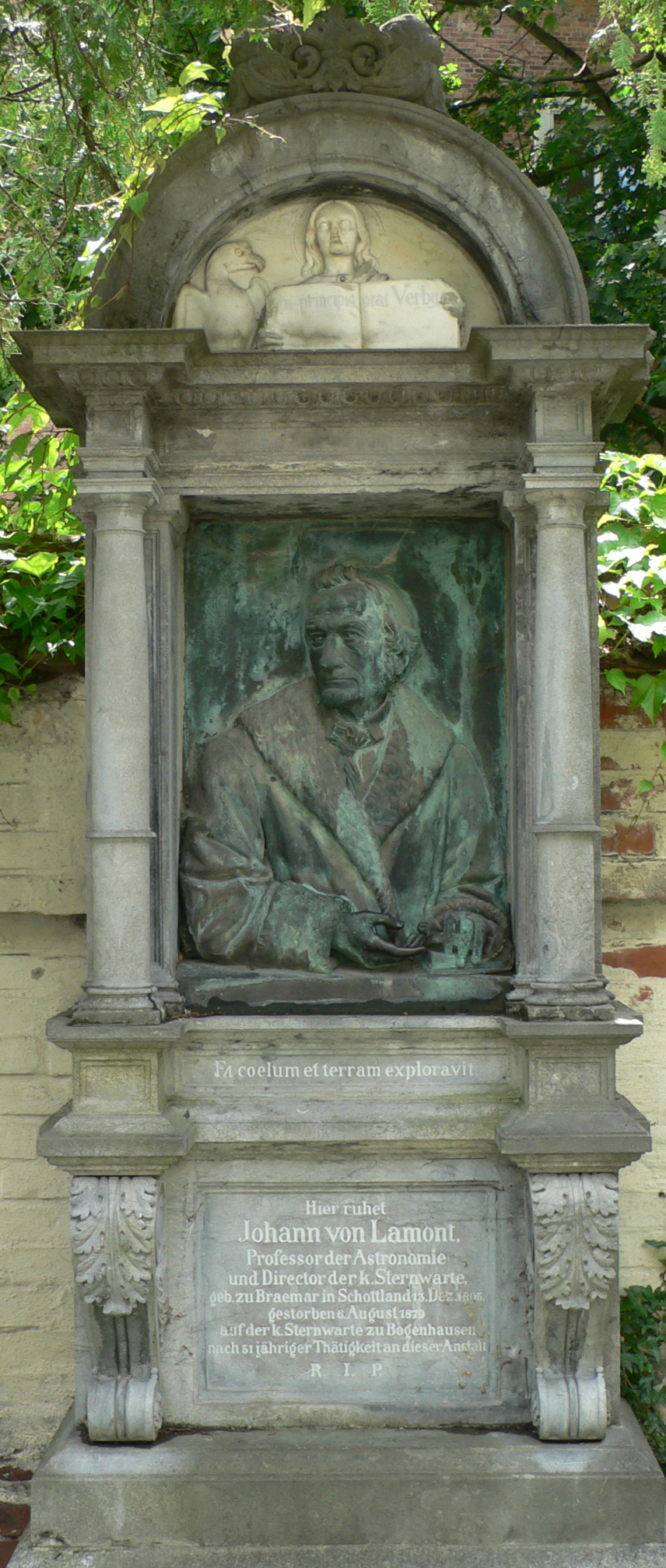
Sepultura no Bogenhausener Friedhof, Munique

Johann von Lamont FRSE, também referenciado como Johann Lamont (Corriemulzie, 13 de dezembro de 1805 — Munique, 6 de agosto de 1879), foi um astrônomo e físico escocês/alemão.

## Obituários
- MNRAS 40 (1880) 208
- Obs 3 (1879) 155